# Prosimulium canutum
Prosimulium canutum är en tvåvingeart som beskrevs av Adler, Currie och Wood 2004. Prosimulium canutum ingår i släktet Prosimulium och familjen knott. Inga underarter finns listade i Catalogue of Life.